# 삼대의 사랑
삼대의 사랑(Liubov' trekh pokolenii, The Loves of Three Generations)은 러시아와 소련의 페미니스트이자 작가, 철학자, 외교관인 알렉산드라 콜론타이의 소설이다. 출간 직후 스웨덴과 노르웨이 등에서 화제가 되었고, 미국과 일본, 일제강점기 조선에도 영향을 주었다.
삼대의 사랑은 전통적인 일부일처제를 크게 벗어나지 않는 할머니, 전통적 결혼에서 벗어나 복수의 남성을 사랑하는 어머니 올가, 그리고 낭만적 사랑을 아예 부정하고 연애에서 성을 분리하는 딸 제니아 등 삼대에 걸친 여성들의 성, 연애, 결혼에 대한 인식의 변화를 보여준다.

## 내용
삼대의 사랑에서 제1세대인 마리아는 사랑하지 않는 사람과는 결혼 관계를 유지할 수 없다고 생각하여 남편을 버리고 애인을 따라나서 딸 올가를 낳았지만 그 애인의 사랑이 다른 데로 옮겨가자 관계를 청산해 버린다. 육체와 정신이 통일된 완전한 사랑과 그에 바탕한 결혼이 마리아의 이상이었다.
제2세대인 올가는 육체적인 사랑의 대상과 정신적인 사랑의 대상은 다를 수도 있으며, 또한 사랑한다고 해서 반드시 결혼해야 하는 것도 아니라고 해성 어머니 마리아와 갈등한다. 올가는 자기 남편과 친구 두 사람을 동시에 사랑하는 것이다.
그런데 제3세대인 게니아는 열렬한 사랑에 빠질 만한 시간적 여유가 없는 공산주의 활동가로서는 우연히 만나 둘이 함께 행복을 느끼게 되는 시간을 누리는 것만으로도 충분하다고 생각한다. 연애니 결혼이니 등으로 시간을 낭비하거나 서로 책임을 지울 필요는 없는, '이성적이고 냉정한' 남녀 관계를 추구하기에, 그는 어머니의 애인과도 성관계를 가졌고 그것이 또 어머니의 연애를 훼손하는 것이라고도 생각하지 않았다. 사랑도 없이 몸을 허락하는 것이라고 비난하는 올가에게 게니아는 어머니처럼 사랑하다가는 일은 언제 하느냐고 되받는 것이다.

### 세계관
등장인물 중 제니아는 '사랑'이라는 감정 자체에 빠지는 것을 거부하고 심지어 임신하고서도 아이의 아빠가 누구인지 상관하지 않으며, 어머니의 애인과도 성관계를 맺는 파격적인 인물이다. 제니아는 콜론타이가 여성들의 낭만적 사랑 없이 동지애적 삶을 살 수 잇는 가능성을 모색하는 과정에서 고안한 가공의 인물이었다.
콜론타이의 삼대의 사랑에서 열렬한 연애 자체에 대해서 회의적인 시선을 보낸다. 여기에서도 붉은 사랑에서처럼 오히려 연애가 개인의 일을 방해하고 집중을 흐리게 한다고 보기도 했다.
| “ | 열렬한 사랑을 하려면 시간이 필요한 것 같아요. 전 소설을 많이 읽어 열애에 빠진다는 것이 얼마나 많은 시간과 정열을 필요로 하는지 잘 알고 있어요. 하지만 시간이 없어요. 구역 안에 할 일이 얼마나 많은지 아세요? 해결해야 할 중요 사업이 저토록 많은데, 쏜살같이 지나가는 현재와 같은 혁명기에 그럴 시간이 어디 있어요? | ” |

여기에서 '쏜살같이 지나가는 현재와 같은 혁명기'에 해야 할 사업이 너무나 많은데, 열애에 시간과 정열을 투자할 여유가 없다는 것이다. 이에 대해 지나치게 대의명분적이고 업무에만 중독된 것이 아닌가 하는 비평도 존재한다. 콜론타이의 소설에서는 일상적 노동이나 정치적 활동에 방해받지 않도록 연애와 일정한 심리적 거리를 유지하는 여성들이 주인공으로 등장한다.

## 기타
이를 두고 자전적이라는 시각도 있다. '콜론타이는 소설 작품을 통해 여성에게 사랑은 단지 부수적인 것이며, 여성의 주요 임무는 노동임을 지속적으로 주장했다. 그녀의 소설은 저자 자신의 실제 체험, 즉 고립과 외로움, 질투와 시기 등 사랑이 유발하는 감정적 괴로움과 실연의 고통에서 벗어나 자율적인 삶을 살고자 했던 실존적 고투를 바탕으로' 했다는 것이다.

## 같이 보기
- 알렉산드라 콜론타이
- 하우스 키퍼
- 자매들